# События 31 августа 2015 года в Киеве
 События 31 августа 2015 года в Киеве — столкновения сотрудников правоохранительных органов и сторонников радикально-националистических движений 31 августа 2015 года в Киеве на площади Конституции перед зданием Верховной рады Украины. Непосредственной причиной протестов было принятие в первом чтении предложенного Президентом Украины законопроекта № 2217а об изменениях в Конституцию Украины в части децентрализации власти. Данный закон был принят украинскими властями в рамках выполнения обязательств по Минским соглашениям.
В ходе стычек перед главным входом в парламент протестующими была брошена боевая граната, в результате чего имелись жертвы среди бойцов Национальной гвардии.

## Законопроект № 2217а
Законопроект № 2217а «Про внесение изменений в Конституцию Украины (в части децентрализации власти)» был внесён Президентом Украины Петром Порошенко в парламент 2 июля 2015 года, а 9 июля одобрен Венецианской комиссией. Законопроект предусматривает внесение изменений в Конституцию Украины, которым закрепляется отход от централизованной модели управления в государстве, обеспечивается способность местного самоуправления и вводится новая система территориальной организации власти на Украине. 16 июля Рада 288 голосами «за» (57 — «против» при 10 воздержавшихся и 19 не голосовавших депутатах) направила законопроект на рассмотрение в Конституционный суд Украины. 31 июля Конституционный суд Украины под председательством судьи Василия Брынцева обнародовал заключение, согласно которому изменения соответствуют частям 157 и 158 Конституции Украины и не предусматривают отмены или ограничения прав и свобод человека и гражданина.
Наибольшие споры у ряда депутатов по закону вызвал пункт 18 переходных положений Конституции, которым устанавливается, что «особенности местного самоуправления отдельных районов Донецкой и Луганской областей регулируются отдельным законом». Этот пункт был «прицеплен» к законопроекту про децентрализацию несколько искусственно, и сам Порошенко сослался на то, что это необходимо для выполнения пункта 11 минских соглашений, согласно которым до конца 2015 года предусмотрено «проведение конституционной реформы на Украине со вступлением в силу к концу 2015 года новой конституции, предполагающей в качестве ключевого элемента децентрализацию (с учётом особенностей отдельных районов Донецкой и Луганской областей, согласованных с представителями этих районов)». Несмотря на заверения власти, противники закона считали, что с принятием этих норм будет фактически легализован особый статус ЛНР и ДНР в составе Украины, создающий угрозу закреплённой в Конституции территориальной целостности и унитарности страны.
31 августа 2015 года состоялось голосование за законопроект в первом чтении. Голосование проводилось в последний день работы 2-й сессии Верховной рады 8-го созыва. С утра депутаты фракции Радикальной партии и ряд примкнувших к ним противников принятия законопроекта заблокировали президиум и трибуну в сессионном зале. После переговоров в 12 часов трибуна была разблокирована, но противники законопроекта криками и сиреной пытались сорвать выступления докладчиков. Тем не менее, к голосованию в 13:00 все депутаты заняли свои места (за исключением трёх руководителей Рады, спикер Гройсман голосовал с трибуны). Из 368 присутствующих «за» законопроект проголосовали 265 народных депутатов (при 226 необходимых), «против» — 87 при 5 воздержавшихся и 11 не голосовавших депутатах. По фракциям, законопроект поддержали почти все депутаты «Солидарности», «Народного Фронта» и не входящих в коалицию бывших представителей Партии регионов — Оппозиционного блока, депутатских групп «Воля народа» и половина депутатской группы «Возрождение». Против почти в полном составе выступили три из пяти фракций коалиции — Радикальная партия, Батькивщина и «Самопомощь». Пятеро депутатов «Самопомощи» во главе с Анной Гопко, поддержавших законопроект, сразу же после заседания были исключены из фракции за оппортунизм.
Рассмотрение законопроекта во 2-м, окончательном чтении было намечено на конец 2015 года. Для его принятия будет необходимо конституционное большинство в 300 депутатских голосов.

## Столкновения перед Верховной радой

### Митинги оппозиции и столкновения
С 9 часов утра на площади Конституции перед главным входом в здание украинского парламента собрался митинг противников принятия законопроекта «Изменение Конституции — право народа». Присутствовало до трёх тысяч протестующих, большинство из них — под флагами ВО «Свобода» и чёрно-красными флагами ОУН-УПА. Также присутствовали митингующие под флагами Радикальной партии, партии УКРОП и отдельно — «Финансовый майдан» за подписание принятого закона 1558-1 в 3-х чтениях против валютной кабалы и Украинская ассоциация владельцев оружия, выступавшая за его легализацию на Украине. Журналистами были зафиксированы факты подкупа митингующих.
После принятия законопроекта на площади возник стихийный митинг, в котором приняли участие ряд вышедших из парламента депутатов — мажоритарщики от ВО «Свобода», депутаты Радикальной партии и внефракционные националисты. К 13 часам протестующие (в основном — под флангом ВО «Свобода») вступили в стычки с преграждавшими вход в парламент сотрудниками киевской милиции и бойцами Национальной гвардии, в ходе которых приняли активное участие бывшие депутаты от ВО «Свобода» во главе с Олегом Тягнибоком. В частности, один из авторов закона «О национальной гвардии» Юрий Сиротюк резиновой дубинкой избивал бойцов Национальной гвардии, а Ирина Фарион — шестом. Протестующие закидали правоохранителей яйцами, бутылками с водой, петардами и дымовыми шашками. По данным Минздрава Украины, применялось и огнестрельное оружие. В ответ в оборонительных целях применялись резиновые дубинки и слезоточивый газ. В 13:45 из толпы протестующих в правоохранителей была брошена боевая граната РГО, в результате взрыва которой погибло 4 человека и пострадали десятки — правоохранители и журналисты (в том числе два французских).

### Дальнейшие события
Депутаты Верховной рады покинули здание парламента через подземный туннель.
Стычки силовиков и протестующих продолжались под Радой и в её окрестностях ещё несколько часов. Киевский «Правый сектор» объявил мобилизацию своих сторонников у памятника Ватутину. Были усилены меры безопасности в центре Киева, на улице Грушевского появилась группа автоматчиков и, по неподтвержденной информации, группа людей без опознавательных знаков, среди которых были правоохранители со снайперскими винтовками.
Около 150 представителей и сторонников «Свободы» пикетировали Голосеевское районное отделение киевской милиции, куда доставили задержанных участников беспорядков у стен Верховной рады.
Ранения получил 131 сотрудник правоохранительных органов, в том числе заместитель министра МВД Василий Паскал. От полученных ранений скончались четыре стоявших в оцеплении бойца-срочника Национальной гвардии Украины. Погибшие были посмертно награждены орденом «За мужество» III степени.

## Реакция

### Власти Украины
- Президент Украины Петр Порошенко в обращении к народу вечером 31 августа пообещал, что все организаторы беспорядков у Верховной рады понесут суровое наказание и заверил, что после голосования по конституции переформатирования правящей коалиции парламента не будет[32]. 2 сентября в интервью Sky News возложил вину за смерть силовиков на Кремль, обвинив Россию в продолжении «кампании по дестабилизации»[33]. 6 сентября Порошенко заявил, что за столкновения под Верховной радой несут ответственность исполнители, которые «бросали гранаты и петарды с гвоздями, шурупами», а также руководители политических сил, организовавших беспорядки под стенами парламента. «Есть ответственность финансистов-олигархов, которые в этом также принимали участие», — отметил он[34]. 8 сентября на заседании Правительства Порошенко сообщил, что часть украинского политикума решила, что внешние риски уже перестали быть актуальными и «сейчас самое время разжигать внутренние конфликты»; что «Первая граната, которая должна была лететь, должна была поразить нацгвардейцев, вызвав огонь в ответ, а вторая граната предназначалась окну Верховной рады»[35].
- Спикер Верховной рады Владимир Гройсман назвал столкновения под зданием украинского парламента «ужасным терактом». «Сегодня осуществлено преступление против наших героев, против тех правоохранителей, которые охраняли покой и Верховную раду», — говорится в заявлении спикера, опубликованном на сайте Рады[15]. 1 сентября Порошенко и Гройсман почтили память погибших на траурной церемонии у входа в здание парламента[36].
- Премьер-министр Украины Арсений Яценюк потребовал пожизненного тюремного заключения для бросившего гранату в силовиков во время столкновений у Верховной рады, призвал все политсилы публично осудить это преступление и политиков, участвующих в кровавой акции; призвал привлечь к ответственности «всех и каждого», виновных в столкновениях под Радой и выступил за создание совместной комиссии из представителей СБУ, ГПУ и МВД для расследования происшествия под Радой. По словам Яценюка, отдельные партии открыли «второй фронт внутри страны»[15].
- Секретарь СНБО Александр Турчинов 8 сентября заявил, что в день столкновений под Радой готовилась масштабная провокация с кровопролитием: «Те, кто готовил провокации под Радой 31-го августа, хотели, чтобы они были более масштабными. Так, планировалось использовать не одну, но семь гранат. Планировалось, что первая граната под защитой дымовых завес взорвется в рядах Нацгвардии, подтолкнув нацгвардейцев применить оружие. Кстати, согласно инструкции, в случае, когда применяется боевое оружие, они обязаны адекватно отвечать. После этого другие шесть гранат должны были полететь в окна парламента»[37].
- Министр внутренних дел Арсен Аваков обвинил Олега Тягнибока и партию «Свобода» в организации беспорядков под Верховной радой, повлекших гибель сотрудников правоохранительных органов. В ответ «Свобода» обвинила в организации беспорядков сотрудников МВД и потребовала отставки Авакова[15]. 18 сентября на отчёте в Верховной раде Аваков сообщил, что произошедшие 31 августа под стенами украинского парламента события были заранее спланированы и являлись частью плана по дестабилизации обстановки в стране[38].
- Нардеп от БПП Алексей Гончаренко по горячим следам заявил, что гранату бросили «агенты РФ»[15].
- Олег Ляшко в своём аккаунте в Facebook написал, что произошедшее — «спланированная провокация спецслужб с целью дискредитировать противников внесения изменений в Конституцию»[39].
- Нардеп от Партии Ляшко Игорь Мосийчук перед своим арестом 17 сентября обвинил в организации теракта бизнесмена и экс-нардепа от Свободы Игоря Кривецкого в сговоре с властями Украины. Кривецкий, в свою очередь, обвинил Мосийчука в клевете[40].

### Реакция военных деятелей и групп
Народный депутат и лидер «Правого сектора» Дмитрий Ярош осудил кровавые события под Радой и назвал их «идиотизмом и фсбешной многоходовкой».

### Международная реакция
- Официальный представитель Государственного департамента США Марк Тонер осудил беспорядки, вспыхнувшие у Верховной рады в Киеве, и заявил, что власти Украины должны провести тщательное расследование произошедшего[41].
- Верховный представитель ЕС по иностранным делам и политике безопасности Федерика Могерини выразила серьёзную обеспокоенность произошедшими событиями[42]. Глава ЕС Дональд Туск подчеркнул, что голосование в украинском парламенте поправок в Конституцию в части децентрализации и насилие, которое произошло под стенами Рады, демонстрируют готовность Украины заплатить высокую цену за мир[43].
- Президент парламентской ассамблеи ОБСЕ Илкка Канерва осудил беспорядки перед зданием Верховной рады, призвав протестующих выражать своё недовольство только мирными способами[44].

## Последствия
По факту произошедших событий Генпрокуратура Украины открыла уголовное дело по статьям 348 (посягательство на жизнь сотрудника правоохранительного органа, члена общественного формирования по охране общественного порядка и государственной границы или военнослужащего), ч. 3 ст. 345 (угроза или насилие в отношении работника правоохранительного органа), ст. 293 (групповое нарушение общественного порядка), ч. 2 ст. 294 (массовые беспорядки), ч. 3 ст. 258 (террористический акт) Уголовного кодекса. МВД доставило в отделения милиции 31 человека, из которых 18 были задержаны На 3 сентября предъявлены подозрения 18 участникам протестов, из них 16 арестованы и 2 находятся под домашним арестом, на 17 сентября — 22 участникам, из которых 17 арестованы (в том числе журналист Артём Фурманюк) и 1 объявлен в розыск.
МВД Украины вызвало на допрос 30 человек, в том числе Олега Тягнибока (лидер ВО «Свобода»), экс-нардепов Юрия Сиротюка, Игоря Швайку (экс-министр аграрной политики и глава Харьковского филиала ВО), Игоря Сабия, Сергея Бойко (активист ВО «Свобода») и главу Социально-националистического движения «Социал-Национальная Ассамблея» Игоря Криворучко. 10 сентября Печерский районный суд Киева принял решение о домашнем аресте экс-нардепа от «Свободы» Эдуарда Леонова и отпустил под личное обязательство ряда народных депутатов Игоря Швайку (в дальнейшем, 30 сентября Апелляционный суд Киева взял Швайку под стражу и выпустил под залог в 1,2 млн гривен, который внёс за него экс-нардеп Александр Мирный). 11 сентября был арестован Юрий Сиротюк. 6 октября — Игорь Сабий отправлен под домашний арест. 8 ноября по решению суда мера пресечения Сиротюку была изменена на домашний арест, 23 декабря мера пресечения Сабию была изменена на личное поручительство.
1 сентября 2015 года заседание Верховной рады, открывшее 3-ю сессию 8-го созыва, было посвящено произошедшим событиям и продлилось всего 15 минут. Депутаты почтили минутой молчания память погибших, с докладом о ситуации выступил глава Рады Владимир Гройсман, и с заявлением об осуждении произошедших событий — нардеп Юрий Береза. Охрана центра города была усилена, его патрулировали 2000 правоохранителей и 4 бронеавтомобиля «КрАЗ Кугуар».
Радикальная партия Олега Ляшко 1 сентября вышла из правящей коалиции «Европейская Украина» и перешла в оппозицию, а вице-премьер от радикалов Валерий Вощевский подал в отставку (которая была принята 17 сентября).

### Подозреваемый во взрыве
Подозреваемый в броске гранаты был задержан по горячим следам. Им оказался 21-летний боец добровольческого батальона патрульной службы МВД «Сич» (курируется и финансируется ВО «Свобода») Игорь Гуменюк, который ранее являлся главой Каменец-Подольского отделения молодёжной националистической организации «Сокол», проходил службу в зоне АТО и находился в Киеве в отпуске. 1 сентября на странице батальона в Facebook сообщалось, что «задержанный находился в процессе увольнения по собственному желанию на основании собственноручно написанного рапорта». Гуменюк не признал свою вину.

### События 5 июля 2023 года
5 июля 2023 года Игорь Гуменюк совершил теракт с захватом заложников в здании Шевченковского суда взорвав несколько гранат тайно принесенных на заседание[уточнить].